# Xie Wenjun
Xie Wenjun (chiń. 谢文骏; ur. 11 lipca 1990 w Szanghaju) – chiński lekkoatleta specjalizujący się w sprinterskich biegach płotkarskich.
Uczestnik uniwersjady z Belgradu (2009). W 2012 startował na igrzyskach olimpijskich w Londynie, na których dotarł do półfinału biegu na 110 metrów przez płotki. Mistrz igrzysk azjatyckich w Inczon (2014) oraz mistrzostw Azji w Wuhanie (2015).
Złoty medalista mistrzostw kraju oraz Chińskich Igrzysk Narodowych.

## Osiągnięcia
| Rok  | Impreza                   | Miejsce        | Konkurencja                | Lokata     | Wynik |
| ---- | ------------------------- | -------------- | -------------------------- | ---------- | ----- |
| 2009 | Uniwersjada               | Belgrad        | bieg na 110 m przez płotki | półfinał   | 13,93 |
| 2012 | Igrzyska olimpijskie      | Londyn         | bieg na 110 m przez płotki | półfinał   | 13,34 |
| 2013 | Mistrzostwa świata        | Moskwa         | bieg na 110 m przez płotki | eliminacje | 13,59 |
| 2014 | Halowe mistrzostwa świata | Sopot          | bieg na 60 m przez płotki  | półfinał   | 7,71  |
| 2014 | Puchar interkontynentalny | Marrakesz      | bieg na 110 m przez płotki | 4. miejsce | 13,44 |
| 2014 | Igrzyska azjatyckie       | Inczon         | bieg na 110 m przez płotki | 1. miejsce | 13,36 |
| 2015 | Mistrzostwa Azji          | Wuhan          | bieg na 110 m przez płotki | 1. miejsce | 13,56 |
| 2015 | Mistrzostwa świata        | Pekin          | bieg na 110 m przez płotki | półfinał   | 13,39 |
| 2016 | Halowe mistrzostwa świata | Portland       | bieg na 60 m przez płotki  | półfinał   | 7,90  |
| 2016 | Igrzyska olimpijskie      | Rio de Janeiro | bieg na 110 m przez płotki | eliminacje | 13,69 |
| 2017 | Mistrzostwa świata        | Londyn         | bieg na 110 m przez płotki | półfinał   | 13,36 |
| 2018 | Halowe mistrzostwa świata | Birmingham     | bieg na 60 m przez płotki  | półfinał   | 7,76  |
| 2018 | Igrzyska azjatyckie       | Dżakarta       | bieg na 110 m przez płotki | 1. miejsce | 13,34 |
| 2019 | Mistrzostwa Azji          | Doha           | bieg na 110 m przez płotki | 1. miejsce | 13,21 |
| 2019 | Mistrzostwa świata        | Doha           | bieg na 110 m przez płotki | 5. miejsce | 13,29 |
| 2021 | Igrzyska olimpijskie      | Tokio          | bieg na 110 m przez płotki | półfinał   | 13,58 |
| 2022 | Mistrzostwa świata        | Eugene         | bieg na 110 m przez płotki | eliminacje | 13,58 |

## Rekordy życiowe
- Bieg na 60 metrów przez płotki (hala) – 7,60 (2013)
- Bieg na 110 metrów przez płotki – 13,17 (2019)